# Lasioglossum cucullatum
Lasioglossum cucullatum är en biart som först beskrevs av Warncke 1984.  Lasioglossum cucullatum ingår i släktet smalbin, och familjen vägbin. Inga underarter finns listade i Catalogue of Life.